# Nineteen Fifty What?
Nineteen Fifty What? ist eine unveröffentlichte Kurzgeschichte des britischen Schriftstellers Roald Dahl (1916–1990), die 1950 entstanden ist. In der Geschichte kommen zwei undurchsichtige Diplomaten nach Washington. Sie informieren den Präsidenten der Vereinigten Staaten, dass sie Atombomben in dreiundfünfzig amerikanischen Städten haben legen lassen. Die Diplomaten werden die Atombomben zur Detonation bringen lassen, falls die Vereinigten Staaten von Amerika nicht ihre Truppen aus Japan abziehen.
Gemäß Donald Sturrock (* 1961) hatte Dahl geradezu prophetische Erkenntnisse, da er bereits 1950 in der Kurzgeschichte Nineteen Fifty What? eine Form des zeitnahen und auch gegenwärtigen Terrorismus der Stadtguerilla voraussah.